# WOMAN (Metisのアルバム)
『WOMAN』（ウーマン）は、Metisの1枚目のミニアルバム。

## 収録曲
全作詞・作曲：Metis
1. Mi strong woman
  - TX系「流派-R」エンディングテーマ
2. Sunshine
3. One by One
4. K
5. Riddim
6. Superwoman